# 山田文
山田 文（やまだ あや、1967年2月12日 - ）は、日本の法学者。京都大学教授。民事紛争処理手続・制度における、当事者の自律性と手続主宰者（裁判所等）の役割との関係性を中心的課題として、これらが現実化する側面を規範論と実態論から分析・研究する。

## 人物
東北大学法学部出身。大学・学部の選択は、当時の実家から徒歩5分で行ける国立大学で、かつ女子でも就職率の良さそうな学部を選んだ、という大変消極的な理由であった。学部生時代はサークル活動（模擬裁判）に明け暮れ、試験はほとんどが一夜漬けであった。司法試験に興味はなく、経済的自立のため早く就職しようと考え、4年生の夏には就職活動も終了し、あとは複数あった内定の間で迷っているという状況だった。しかし、当時入っていた民事訴訟法のゼミで資料・文献渉猟の困難と面白さを知り、教授から助手に誘われたこともあって、大学に残る決断をする。助手論文のテーマとして「裁判外紛争解決手続」を選択するが、当時はまだ比較的新しい分野だったこともあり苦戦する。昼夜、日米の文献を読んで、夜中に構内の猫と語ることが息抜きといった日々も日常となる頃、何となく吹っ切れて、論文の構想が生まれるようになった。この経験から、客観的な根拠がなくとも自分を励まし進んでいく楽天性を学んだという。
研究の具体的内容としては、職権探知主義・職権証拠調べの規律の方法、証拠制限契約など訴訟契約の意義、倒産手続における機関論、仲裁・調停手続における法の意義、調整型ADRと裁断型手続の連携の方法などである。また、ADR手続の法化とその限界について比較法研究を継続している。さらに、実務家や他専攻の研究者を交えた共同研究の形式で、民事訴訟手続の利用の実態分析、家事事件手続・家事調停制度の各国比較、医療紛争解決手続のありかたなど制度論の検討も行っている。

## 略歴
- 1967年 - 生まれる
- 1990年 - 東北大学法学部卒業、同助手

岡山大学法学部助手・助教授、京都大学大学院法学研究科助教授を経て
- 現在 - 同教授
- 2020年 - 日本電産取締役（監査等委員）[3]

## 所属学会
- 日本民事訴訟法学会
- 仲裁ADR法学会
- 日本法社会学会
- 日米法学会

## 著作

### 単著
- 『法と対話』〔シンポジウム記録〕(明治学院大学法学部，2006年)

### 共著
- （早川吉尚・浜野亮・谷口安平・垣内秀介・長谷部由起子・高橋裕・和田仁孝）『ADRの基本的視座』(不磨書房，2004年)
- （三木浩一・山本和彦編）『ロースクール民事訴訟法』(有斐閣，初版2004年、第2版2005年、第2版補訂2007年、第3版2008年、第3版補訂版2010年、第3版補訂2版2011年)
- （三木浩一・山本和彦編）『ロースクール倒産法』(有斐閣，初版2005年、第2版2008年)
- （山本和彦・長谷川宅司・岡正晶・小林信明編）『Q&A 民事再生法』(有斐閣，第2版2006年)
- （岡山リーガル・ネットワーク研究会編）『地域社会とリーガル・ネットワーク』(商事法務，2006年)
- （民事訴訟実態調査研究会〔代表：竹下守夫〕編）『民事訴訟の計量分析(続)』(商事法務，2008年)
- （梶村太市・棚村政行編）『新家族法実務大系第5巻 調停・審判・訴訟』(新日本法規出版，2008年)
- （山本和彦）『仲裁ADR法』(日本評論社，2008年)
- （位田隆一・片井修・水谷雅彦・矢野智司編）『倫理への問いと大学の使命』(京都大学出版会，2009年)
- （長谷部由起子・山本弘・笠井正俊編）『基礎演習民事訴訟法』(弘文堂，2009年)
- 『法律扶助のニーズ及び法テラス利用状況に関する調査報告書』(日本司法支援センター，2009年)
- （山本和彦・片山英二・伊藤尚・須藤典明編）『文書提出命令の理論と実務』(民事法研究会，2010年)
- （菅原郁夫・山本和彦・佐藤岩夫編）『利用者が求める民事訴訟の実践』(日本評論社，2010年)
- （池田眞朗(編)・小林明彦・宍戸常寿・辰井聡子・藤井康子）『判例学習のAtoZ』(有斐閣，2010年)
- Japanese Family Law in Comparative Perspective(2010年)
- （笠井正俊・越山和宏編）『新・コンメンタール民事訴訟法』(日本評論社，2010年)
- （山本和彦(編)・安西明子・杉山悦子・畑宏樹）『Law Practice民事訴訟法』(商事法務，2010年)
- （鎌田薫・加藤新太郎・須藤典明・中田裕康・三木浩一・大村敦志編）『民事法1 総則・物権』(日本評論社，第2版2010年)

### 共編著
- （瀬川信久・七戸克彦・小林量・山本和彦・永石一郎・亀井尚也）『事例研究民事法』(日本評論社，2008)